# Hyundai Clix
La Clix è una concept car presentata dalla Hyundai nel 2001 al salone dell'automobile di Francoforte.

## Contesto

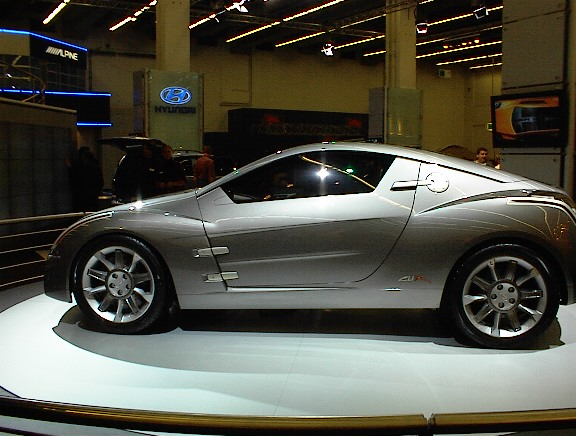
Vista laterale

Questo prototipo, il cui nome deriva dalla combinazione del Clic del computer e della X della X-Generation, simbolo del futuro e quindi dei giovani, è stato realizzato dallo European Design Centre della Hyundai per unire in un'unica auto multifunzione la tenuta di strada di un'auto sportiva e la versatilità di un SUV.
Per conseguire questo scopo, la Clix è stata dotata di una carrozzeria da coupé 2+2 che implementa un tetto in vetro suddiviso in quattro parti. Esso viene azionato da sei motorini elettrici che, tramite la pressione di un pulsante, permettono di trasformare il veicolo in una vettura targa o in una cabriolet. In alternativa, gli elementi che compongono la capote possono essere rimossi e posizionati sotto i sedili posteriori per ottenere un pick-up.

## Tecnica
Questa concept car viene mossa da un propulsore 4 cilindri in linea 2.2 L a iniezione diretta che permette di erogare 306 CV. Tale motore è stato abbinato ad un cambio sequenziale a sei rapporti e ad una trazione 4WD permanente.
La vettura non implementa i normali specchietti retrovisori, ma è dotata di alcune telecamere a scomparsa attivabili dal cruscotto.